# Magno (conde)
Magno (em latim: Magnus) foi um oficial bizantino do século VI, ativo no reinado do imperador Justiniano (r. 527–565) no Reino Ostrogótico durante o conflito com o Império Bizantino.

## Vida
Em 535, foi um dos três condes (Inocêncio e Valentino) que lideraram as unidades de cavalaria regular enviadas para o Ocidente sob Belisário para retomar a Itália. No fim de 536, no Cerco de Nápoles, Magno e Enes receberam a missão de conduzir um grupo selecionado de soldados par dentro da cidade através de um aqueduto. Ao entrarem, mataram os guardas das duas torres sobre a muralha e fizeram o sinal com as trompetas para que o assalto começasse. A missão terminou num sucesso e a cidade foi capturada. No final de 537, segundo Jordanes, Magno estava na Perúsia com uma pequena força onde os godos sob Hunila tentaram sitiá-lo. Apesar disso, um exército imperial chegou e os godos foram quase totalmente destruídos. Esse episódio talvez possa ser relacionado com aquele descrito por Procópio de Cesareia no qual Constantino, após liberar a Perúsia e ali permanecer por algum tempo, encontrou um exército godo sob Hunila e Pissas próximo da Perúsia, repeliu-os com altas baixas para os godos e capturou seus líderes. Ele presumivelmente serviu sob Constantino e foi talvez deixado na Perúsia enquanto Constantino esperava nas imediações pela aproximação dos godos.
No outono de 537, foi enviado com Sintues e cerca de 500 homens para ocupar o forte de Tibur. Eram um dos vários destacamentos de cavalaria enviados para molestar as rotas dos suprimentos góticos. Em Tibur, rapidamente repararam as partes do forte que estavam muito danificadas e então, com sua base segura, começaram a molestar os godos nas proximidades e a atacar inesperadamente os comboios de suprimentos inimigos. Quando Belisário sitiou Ravena no final de 539 ou começo de 540, enviou Magno com um grande contingente para além de Ravena para vigiar pela margem sul rio Pó e evitar que suprimentos chegassem por aquela rota, enquanto Vitálio vigiou a margem norte. Num golpe de sorte, o nível do rio baixou e eles foram capazes de capturar vários barcos com cereais e outros suprimentos oriundos da Ligúria. Em 544, Magno estava em Áuximo, quando o sítio foi cercado pelos godos. Uma força de alívio de mil homens, enviada por Belisário sob Torismundo, Ricilas e Sabiniano, conseguiu juntar-se a ele na cidade. Após a morte de Ricilas, Magno e os outros concordaram que os novos reforços deveriam se retirar, pois não eram páreos para o inimigo e sua presença colocou mais pressão sobre os escassos suprimentos. Em cerca de 551 a cidade caiu, mas o destino de Magno é incerto.